# Palais de Caxias
Le palais royal de Caxias est une résidence royale portugaise située à Caxias, non loin de Lisbonne. 
Construit pour l’infant François de Portugal, deuxième fils du roi Pierre II, il devient la résidence d’été des souverains lusitaniens après 1834. Au début de son règne, en 1861, le roi Louis Ier en fait sa résidence principale durant plusieurs semaines mais, après quelques hésitations, c’est finalement au palais da Ajuda qu’il établit sa cour.
Aujourd’hui, le palais est surtout réputé pour ses jardins, qui sont typiques du XVIIIe siècle portugais. l'ensemble est protégé comme Immeuble d'intérêt public (1953). 

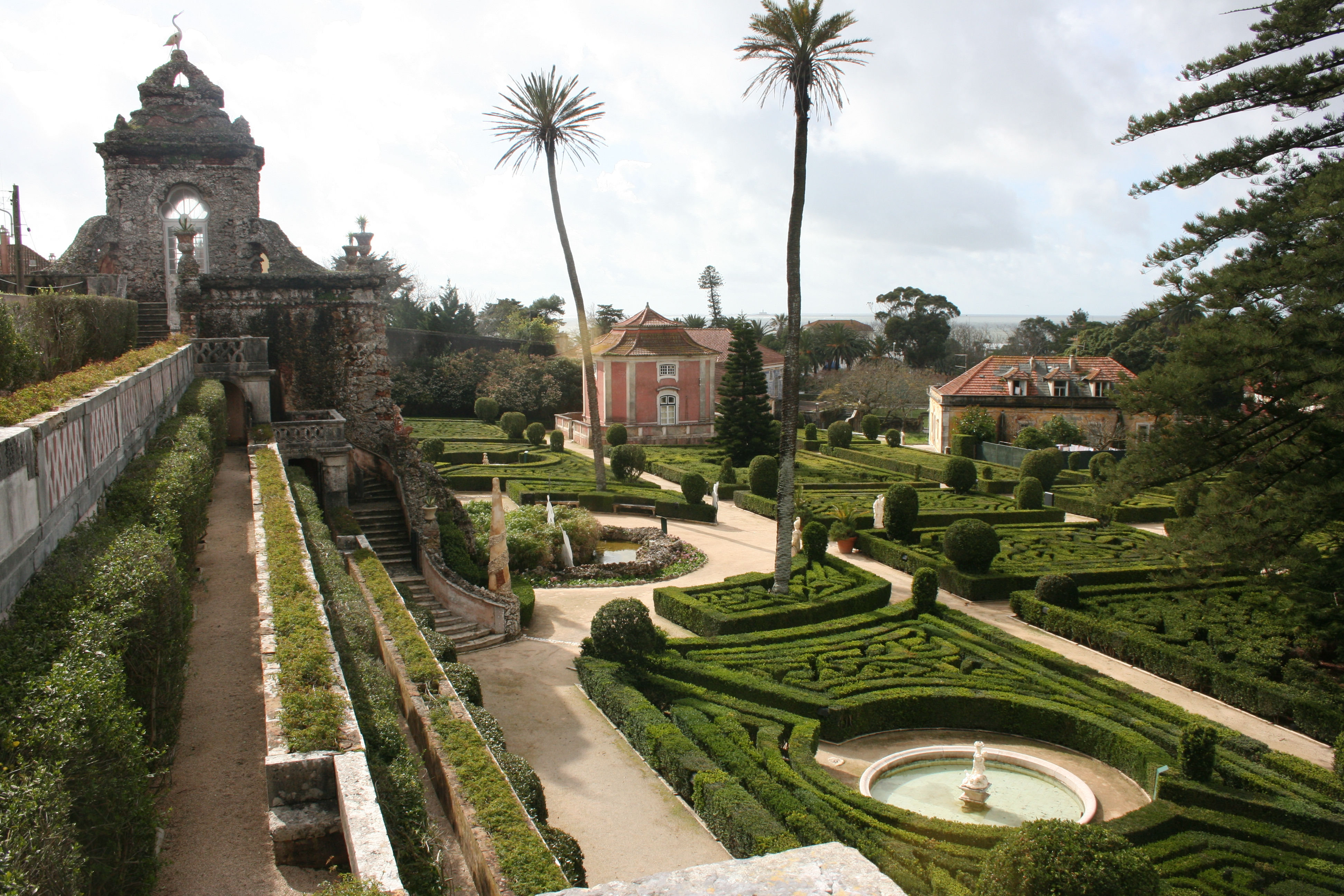
Palais royal de Caxias.